# ويليام نيلسون
ويليام نيلسون (24 سبتمبر 1848 بليفربول في المملكة المتحدة - 2 مايو 1880) (بالإنجليزية: William Neilson)‏ هو لاعب كريكت نيوزلندي. لعب مع فريق كانتربري للكريكت ‏.

## وصلات خارجية
- ويليام نيلسون على موقع إي آس بي آن كريك إنفو (الإنجليزية)